# キック・ザ・ちゅう
『キック・ザ・ちゅう』は、原作なかいま強・漫画杉崎守による日本の漫画作品。
『月刊少年ジャンプ』（集英社）にて1991年1月号から1993年9月号まで連載された（番外編「極琉手阿波連外伝（きょくりゅうでいあはれんがいでん）」が1994年2月増刊号に掲載）。

## 概要
1990年代前半（作中の第一話の日付が1990年2月26日となっており、その後もあまり年月も経っていない。）、キックボクシングが衰退した日本で日本人のキックボクシングチャンピオンとしてタイでムエタイのチャンピオンになることを目指す少年を中心に描いた作品。キックボクシング再興を目指し、様々な格闘技と戦う。

## あらすじ
数々の異種格闘技戦に勝ち続けてきた人気プロレス団体東京プロレスのヘビー級チャンピオン松田章彦と熊殺しの異名をもつマーシャルアーツヘビー級チャンピオンのジェイソンマンの対戦が東京ドームで行われようとする最中、身長170cm程度の少年がジェイソンマンの代わりに出てくる。悪のりしたファンかと思えば、なんとその少年は控え室でジェイソンマンをノックアウトして出てきたことがわかる。その後、謎の少年と松田が対戦し少年はムエタイの技で松田もKO。そこから彼のキックボクシング復興を目指す戦いが始まる。
おおまかに、東京プロレス編、誠鸞空手編の2つにわけることができる。作中でも、日本の格闘技の人気は東京プロレスと誠鸞会館のケンカ空手が人気を二分しているとスポーツ新聞記者のキャラ佐久本徹が述べている。

## 登場人物
ちゅう
本名天宮州。幼少の頃に元キックボクサーの父にタイに連れて行かれてムエタイの修行をする。「ちゅう」とは本人が「しゅう」と上手く発音できずにインタビューされたところからできたあだ名。母は物心つく前に他界している。父親のように左胸にネズミのようなアザがある。物心つく前（2,3歳）からタイで育っているために日本語が上手く発音できない。自分の名前も「しゅう」と言えず（ちゅうという）、他のキャラも上手く名前を呼べずよく指摘される。
小柄（身長170cm体重70kg程度）だが、身が軽くスピードと蹴りの重さを持つ。ムエタイのお約束である、肘、膝、首相撲などの技を多く使うだけでなく、真空跳び膝蹴りなども使う。一人の医者に「柔軟な良い筋肉、あんなんを見るのは坂本誠介以来」ともいわれる良い筋肉を持ち、父親に独自の地獄の訓練から生み出される底力は半端ではない。格闘センスも非常によく、頭は格闘のみに使われているとまで言われている。
松田章彦
東京プロレス社長。IWFヘビー級チャンピオンプロレスラーで過去様々な異種格闘技戦で他の格闘技のチャンピオンを倒してきた人気レスラー。通称「格闘王」。「闘魂」「社長」「異種格闘技」などアントニオ猪木を彷彿とさせる。
島津健
東京プロレス若手レスラー。「プロレス最強」ということにこだわり続け、己の信じた道をまっすぐ進む頑固者。「プロレスの名誉」のためには、松田がムエタイ対策をしてちゅうと再戦するときにちゅうに「同じ条件で勝つ」ためプロレスを教えたりする。無論、松田を尊敬している。ちゅうとは奇妙なライバル関係にある。ちゅうには「シマルさん」と呼ばれている。
天宮鋭児
ちゅうの父親。日本のキックボクシング全盛期に日本チャンピオン（ミドル級初代）だった。左肩に猫のようなアザがあることからリングネームは「キャット鋭児」。国内戦績38戦37勝37KOと無敵の強さを誇り、強すぎてカードもなかなか組めなかった。タイトルを返上して本場タイのムエタイのチャンピオンに挑戦するが、敗れて左足を切断。その後息子を連れてタイに渡り、息子をキックボクサーとして鍛える。
ソムバット＝プーンタラット
キャット鋭児が挑戦したムエタイ選手。18年間以上無敗のムエタイチャンピオンでタイ人にとっては神にも等しい英雄。
佐久本徹（さくもと てつ）
曙スポーツ新聞の熱血記者。ちゅうのネズミのアザに注目し、プロ格闘技評論家からちゅうの正体の決定的な手掛かりを聞き出す。その後、ちゅうのネタを取材し続けるがいつの間にかちゅうに魅かれてセコンドの代わりをしたりすることもある。元プロボクサーで東日本新人王をとるほどの実力者だったが、網膜剥離で引退。
おちゃめなチンピラ三人組
ヒー公
三人組では一番下っ端と思われる。変な商売（といっても恐喝）をしているところ、地元のヤクザに袋叩きにあう。そのときちゅうの強さをみて、ちゅうを用心棒にすれば本物のヤクザになれるかも、と思ってちゅうを連れて帰る。
ひろみ
女言葉を使うがどうやらオカマではないらしい。二番目の下っ端。ヒー公よりは頭は良いらしい。
へーちゃん
本名岩城平次。三人の親分格。金に目がなく、金を稼ぐことに必死。鼻毛抜きを持ち歩き、怒るときには相手の髪の毛や体毛を抜く。自称「毛抜きの平次様」で、悪知恵は働くがどこか抜けているところがある。
坂本誠介
顔面攻撃や金的なども認める空手の流派「誠鸞会館」の設立者で館長。空手一筋の人生を歩む。千葉県生まれで晩年の大山倍達を彷彿とさせるキャラ。凄腕の空手家。誠鸞空手の全国大会で、意外なことや誠鸞空手の選手が負けたりするとお茶をこぼしたりお茶のおかわりをする。
伊藤
ちゅうが誠鸞会館の道場を覗いているところで知り合う。全国大会の太鼓係（本人曰く館長直々に言われたため、大会に出場したいがあきらめたとのこと）。ちゅうには「たいこさん」と呼ばれている。
誠鸞三羽ガラス
誠鸞会館の三芳、吾妻、金、の三人の空手家の通称。ちゅうには「誠鸞三バカカラス」と呼ばれる（ちゅうは決して馬鹿にしてるわけではなく、上手く発音できない、「バカ」などの意味がわからないor隠れているのに気付かないだけ）。
三芳朗（みよし ろう）
空手界の貴公子といわれる天才空手家。16歳で誠鸞空手全日本大会初出場で3位という実績を持ち、誠鸞の風雲児とも騒がれる。非常に紳士的で女性ファンも多い。スピードや華麗な空中技などが持ち味。
吾妻忠明
誠鸞三羽ガラスのうちの一人。全日本大会の優勝経験ももつ元世界チャンピオン。大柄でパワーが持ち味。ちゅうと初対面のとき、便所に長時間居たためか、ちゅうには「（世界チョンピョンで）ウンコのあつまさん」と言われている。
金吾郎（きん ごろう）
誠鸞三羽ガラスのうちの一人。前大会の優勝者で優勝候補No1に挙げられる。スピードとパワーだけでなく、戦い方も非常に冷酷。急所や弱点を徹底的に狙い、相手を完膚なきまで容赦なく倒す非情なファイター。過去、坂本誠介に倒され「3年連続日本一なれば再戦してやる」という条件で誠鸞会館に入門し、打倒坂本誠介のみを考えて猛特訓してきた。
阿波連朝栄（あはれん ちょうえい）
古琉球空手の極琉手（きょくりゅうでい）の継承者。試し割り（ベスト16に入った選手が厚さ2.5cmの板を何枚割るかという勝負）で70枚を割り注目を集める（ちなみに、島津60枚、吾妻60枚、金59枚、三芳55枚）。過去のデータがなく未知数だったが、実は恐ろしい殺人拳の使い手。指拳は堅い竹をも貫通させたり猛牛を一撃で葬ったりするほどの威力と精度を誇る。立ち回りでも誠鸞三羽ガラスをも圧倒する強さを持ち、ベスト16まではスピードと受け流し技による相手の転倒だけの判定勝ちで進んできた。至って沈着冷静。ちゅうには「アラレンさん」と呼ばれる。
この漫画中ちゅうに負けた名前のあるキャラの中で、唯一KOされなかったキャラである。番外編「極琉手阿波連外伝（きょくりゅうでいあはれんがいでん）」は彼の先祖の物語。